# Trileptium ayum
Trileptium ayum is een rondwormensoort uit de familie van de Rhabdodemaniidae. De wetenschappelijke naam van de soort is voor het eerst geldig gepubliceerd in 1964 door Inglis.